# Franz Wörle

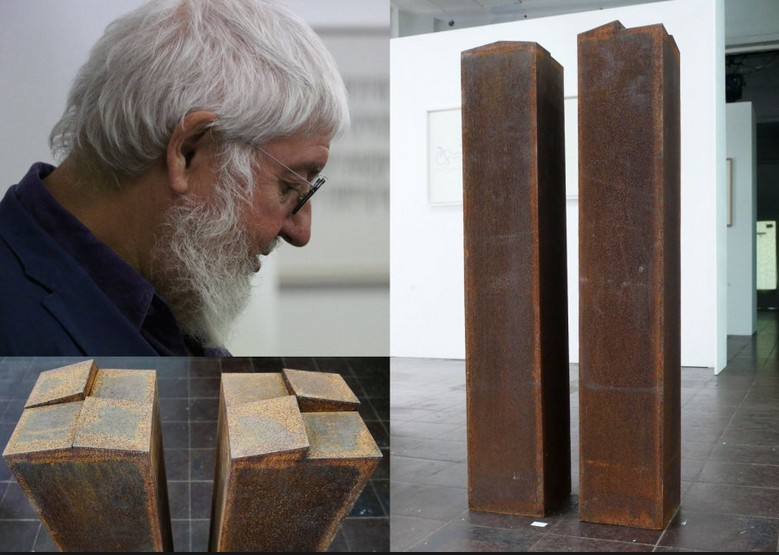
Franz F. Wörle (2019)

Franz Ferdinand Wörle (* 1952 in München; † 27. März 2020 in Grafing bei München) war ein deutscher Bildhauer, der hauptsächlich mit Eisen arbeitete. Er lebte und arbeitete in Straußdorf bei München. Franz Ferdinand Wörle absolvierte zunächst ein Studium der Bildhauerei an der Akademie der Bildenden Künste München bei Leo Kornbrust und Aloys F. Gangkofner; Abschluss mit dem Diplom. Er arbeitete als freischaffender Künstler und war Mitglied der Neuen Münchner Künstlergenossenschaft.
Für seine Werke, die national und international ausgestellt werden, erhielt Franz Ferdinand Wörle mehrere Auszeichnungen und Stipendien:
- 1988 Debütantenpreis des Bayerischen Staates
- 1989 Kunstpreis der Stadt Ebersberg
- 1999 Förderpreis Dr. Stöcker Kulturstiftung Rosenheim
- 2008 Tyron Guthrie Art Center, Annaghmakerring House,  Irland
- 2015 Europäisches Arbeitsstipendium Lviv (Lemberg), Ukraine
- 2016 Seerosenpreis der Stadt München
- 2017 Europäisches Arbeitsstipendium Oronsko, Polen.
- 2018 SkulpturenPark Kunstpreis der Stadt Günzburg
- 2018 Schäfer-Kunstpreis Schwabmünchen

Als Denkmal an die Opfer des Zugunglücks in Bad Aibling erinnert seine wuchtige, drei Meter hohe Stele aus rostigem Eisen an Eisenbahnschienen und symbolisiert ein Tor vom Leben in den Tod.

## Ausstellungen
| Jahr | Ort                                                          | Land        |
| ---- | ------------------------------------------------------------ | ----------- |
| 2020 | Radierungen X 7, Bruckmühl                                   | Deutschland |
| 2020 | Kunstraum Stoffen, Pürgen                                    | Deutschland |
| 2019 | Kunstverein, Schwabmünchen                                   | Deutschland |
| 2018 | SkulpturenPark, Günzburg                                     | Deutschland |
| 2017 | Künstlersymposium, St. Anton/Arlberg                         | Österreich  |
| 2017 | Künstlersymposium, Schwabmünchen                             | Deutschland |
| 2017 | Sommeratelier Galerie Sureth, Stadland                       | Deutschland |
| 2016 | Seidlvilla, München                                          | Deutschland |
| 2016 | Ysabel Sureth Privatgalerie, Stadland                        | Deutschland |
| 2016 | Galerie Villa Maria, Bad Aibling                             | Deutschland |
| 2015 | Kulturhaus Holzapfel, Tacherting – mit Rainer Devens         | Deutschland |
| 2014 | Oberste Baubehörde, München                                  | Deutschland |
| 2013 | Galerie Markt Bruckmühl                                      | Deutschland |
| 2013 | Städt. Galerie, Rosenheim                                    | Deutschland |
| 2012 | Skulpturenweg St. Hubertus im Ebersberger Forst              | Deutschland |
| 2012 | Archäologische Staatssammlung München – Habseligkeiten       | Deutschland |
| 2011 | Galerie Villa Maria, Bad Aibling                             | Deutschland |
| 2010 | Skulpturen in der Magistrale, Technische Universität München | Deutschland |
| 2010 | Sculpture in Context Botanic Garden, Dublin                  | Irland      |
| 2009 | Hallward Gallery, Dublin                                     | Irland      |
| 2009 | Mill Cove Gallery, County Cork                               | Irland      |
| 2008 | Tyron Guthrie Art Center                                     | Irland      |
| 2008 | Lemon Street Gallery, Dublin                                 | Irland      |
| 2007 | Verein für Originalradierung München e.V.                    | Deutschland |
| 2006 | Chambre D'Amis Torre Alfina                                  | Italien     |
| 2005 | Oberpfälzer Künstlerhaus Schwandorf                          | Deutschland |
| 2005 | Kunstverein Ebersberg                                        | Deutschland |
| 2004 | Städtische Galerie Gmunden                                   | Österreich  |
| 2003 | Museum Moderner Kunst Passau                                 | Deutschland |
| 2002 | Städtische Galerie Traunstein Kunstraum Klosterkirche        | Deutschland |
| 2001 | Kunstverein Passau St.Anna-Kirche                            | Deutschland |
| 2000 | Künstlerhaus München                                         | Deutschland |
| 1999 | Skulpturenweg Klinikum Rosenheim                             | Deutschland |
| 1997 | Deutsche parlamentarische Gesellschaft Bonn                  | Deutschland |
| 1996 | Galerie Hofmeister Massing                                   | Deutschland |
| 1995 | Kulturwerkstatt Fürstenfeldbruck                             | Deutschland |
| 1994 | Galerie Markt Bruckmühl                                      | Deutschland |
| 1992 | Städtische Galerie Rosenheim                                 | Deutschland |
| 1991 | Städtische Galerie Szombathely                               | Ungarn      |
| 1990 | Galerie der Künstler München                                 | Deutschland |
| 1988 | Galerie im Ganserhaus Wasserburg                             | Deutschland |
| 1986 | Stift Admont                                                 | Österreich  |
| 1985 | Städtische Galerie Schwabach                                 | Deutschland |